# Regatul Unit la Concursul Muzical Eurovision 2010
Regatul Unit participă la concursul muzical Eurovision 2010, fiind una din cele 5 țări calificate direct în finală. Concursul național pentru Eurovision s-a numit Eurovision:Your Country Needs You 2010. La 12 martie 2010 s-a anunțat că piesa That Sounds Good to Me, interpretată de Josh Dubovie va reprezenta Regatul Unit.